# カール・シュターミッツ
カール・シュターミッツ（Carl Stamitz, 1745年5月7日 - 1801年11月9日）はドイツのチェコ系作曲家。マンハイム楽派第2期の傑出した作曲家である。シュターミッツ一族の作品は、チェコ系のレコード会社から録音が出されるようになり、このためにチェコ語による綴りKarel Stamic（カレル・スタミツ）も定着しつつある。
マンハイムに生まれ、父ヨハン（マンハイム楽派の開祖）から音楽教育を受ける。1762年からマンハイム宮廷楽団で演奏し、1770年からパリでヴァイオリニストとして活躍した。後年はヨーロッパ各地を転々としており、プラハやロンドンにも暮らしている。交響曲と協奏曲をそれぞれ50曲以上のこしており、おびただしい数の室内楽もある。